# 12257 Лассін
12257 Лассін (12257 Lassine) — астероїд головного поясу, відкритий 3 квітня 1989 року.
Тіссеранів параметр щодо Юпітера — 3,395.